# Бургос (футбольный клуб)
«Бу́ргос» (исп. Burgos CF) — испанский футбольный клуб из одноимённого города в автономном сообществе Кастилия-Леон. Клуб основан в 1922 году, воссоздан в 1994. Домашние матчи проводит на стадионе «Эль Плантио».

## История клуба
Клуб был основан в 1922 году под названием «Burgos Foot-ball club». В 1936 году на базе клуба «Бургос», сменившего за время существования несколько названий, возник клуб «Химнастика Бургалеса» (исп. Gimnástica Deportiva Burgalesa), с сезона 1943-44 представлявший город в официальных футбольных соревнованиях.
В 1948 году клуб получил сегодняшнее название — «Burgos Club de Fútbol». До начала 60-х годов 20 века успехи «Бургоса» были весьма скромными: команда была постоянным участником Терсеры, дважды поднимаясь в Сегунду, но не сумев закрепиться там.
Подъём клуба начался в сезоне 1960-61, по итогам которого «Бургос» вновь получил повышение в классе. Все 60-е годы команда была постоянным участником второй лиги испанского футбола; вместе с новым десятилетием пришли и новые успехи: в 1971 году клуб из Бургоса впервые завоевал путёвку в Примеру. Серьёзных успехов в элите испанского футбола «Бургосу» добиться не удалось, тем не менее, в активе команды — 6 сезонов, проведённых в высшей испанской лиге.
В 1980 году «Бургос» покинул Примеру, а через 3 года серьёзные финансовые трудности привели к фактическому исчезновению клуба. На базе резервной команды клуба — «Бургос Промесас» (исп. Burgos Promesas) — был создан клуб «Реал Бургос».
В 1994 году по инициативе местного предпринимателя Хосе Мария Кинтано «Бургос» был воссоздан под прежним названием. (Клуб «Реал Бургос», хотя и не участвует в официальных соревнованиях с 1996 года, продолжает существовать и по настоящий момент). Клуб заявился для участия в розыгрыше региональной лиги, 2 года спустя выйдя в Терсеру. Высшим достижением воссозданного «Бургоса» стал проведённый в Сегунде сезон 2001/02.

## Прежние названия
- 1936—1948 — «Химнастика Бурголеса»
- 1948—1983 — «Бургос»
- 1994— «Бургос»

## Сезоны по дивизионам
- Примера — 6 сезонов
- Сегунда — 18 сезонов
- Сегунда B — 15 сезонов
- Терсера — 21 сезон
- Региональные лиги — 2 сезона

## Достижения
- Сегунда
  - Победитель: 1975/76
- Сегунда B
  - Победитель: 2000/01
- Терсера
  - Победитель (9): 1946/47, 1951/52, 1954/55, 1955/56, 1959/60, 1996/97, 2009/10, 2010/11, 2012/13

## Форма

### Домашняя
| 2015/16 | 2016/17 | 2017/18 | 2018/19 | 2019/20 | 2020/21 | 2021/22 | 2022/23 | 2023/24 | 2024/25 |

### Гостевая
| 2015/16 | 2016/17 | 2017/18 | 2018/19 | 2019/20 | 2020/21 | 2021/22 | 2022/23 | 2023/24 | 2024/25 |

### Резервная
| 2017/18 | 2018/19 | 2019/20 | 2020/21 | 2021/22 | 2023/24 | 2024/25 |

#### Остальные
| 2020/21 | 2021/22 | 2022/23 |

Источники:,